# 西行土木
株式会社西行土木（さいぎょうどぼく）は、福井県大野市に本社を置くトンネル専門工事業を主体とする建設会社である。

## 概要
西行土木は、本社（福井県大野市）を起点に、日本国内の広範囲を対象にトンネル専門工事業者として、社会インフラの整備に携わっている。最近では、トンネル工事以外の土木工事も受注している。
現在、島根県益田市に、本社を構え、トンネル工事の下請けなどを行う、西行建設は、この会社の兄弟会社にあたる。
厚生労働省が実施する、労働者の安全確保を目指す取り組み「あんぜんプロジェクト」に参加している。

## 沿革
- 1963年（昭和38年）6月 - 福井県知事登録（チ）第2076号を受ける
- 1967年（昭和42年）12月 - 有限会社西行土木に社名変更
- 1973年（昭和48年）5月 - 福井県知事許可（般-45）第616号を受ける
- 1974年（昭和49年）7月 - 資本金を300万円に増資
- 1976年（昭和51年）4月 - 資本金を1,000万円に増資
- 1978年（昭和53年）12月 - 株式会社西行土木に社名変更
- 1979年（昭和54年）5月 - 資本金を2,000万円に増資
- 1983年（昭和58年）6月 - 西行 誠一（現社長）が代表取締役に就任
- 1988年（昭和63年）9月 - 福井県知事許可（特-63）第616号を受ける

## 脚註
1. ↑  梶田真「<資料> 地方圏の大規模土木工事における施工体制の特徴」『大分大学経済論集』第56巻第1号、大分大学経済学会、2004年5月、67-86頁、CRID 1390009226776544384、doi:10.51073/6891、ISSN 04740157、2024年7月18日閲覧。
2. ↑  厚生労働省. “あんぜんプロジェクトメンバー 株式会社西行土木”. 2013年2月12日閲覧。